# Newton Grove (Karolina Północna)
Newton Grove – miasto w Stanach Zjednoczonych, w stanie Karolina Północna, w hrabstwie Sampson.